# Том Ванхудт
Том Ванхудт (нар. 28 липня 1972) — колишній бельгійський тенісист.
Найвищу одиночну позицію світового рейтингу — 203 місце досяг 15 квітня 1996, парну — 36 місце — 10 вересня 2001 року.
Здобув 1 парний титул.
Найвищим досягненням на турнірах Великого шолома були чвертьфінали в парному розряді.
Завершив кар'єру 2005 року.

## Фінали турнірів ATP за кар'єру

### Парний розряд: 1 (1 перемога)
| Легенда                         |
| ------------------------------- |
| Турніри Великого шлема (0–0)    |
| Фінали Світового туру ATP (0–0) |
| Серія Мастерс ATP (0–0)         |
| Серія турнірів ATP (0–0)        |
| Світова серія ATP (1–0)         |

| Фінали за покриттям |
| ------------------- |
| Тверде (0–0)        |
| Ґрунт (1–0)         |
| Трава (0–0)         |
| Килим (0–0)         |

| Фінали за типом корту |
| --------------------- |
| Відкритий корт (1–0)  |
| Закритий корт (0–0)   |

| Результат | В-П | Дата     | Турнір                                          | Рівень        | Покриття | Партнер      | Суперники                   | Рахунок  |
| --------- | --- | -------- | ----------------------------------------------- | ------------- | -------- | ------------ | --------------------------- | -------- |
| Перемога  | 1–0 | Сер 1993 | Відкритий чемпіонат Хорватії з тенісу, Хорватія | Світова серія | Ґрунт    | Філіп Девулф | Хорді Арресе Франсіско Ройг | 6–4, 7–5 |

## Фінали ATP Челленджер і ITF Ф'ючерс

### Парний розряд: 39 (28–11)
| Легенда                |
| ---------------------- |
| ATP Челленджер (28–11) |
| ITF Ф'ючерс (0–0)      |

| Фінали за покриттям |
| ------------------- |
| Тверде (0–2)        |
| Ґрунт (26–8)        |
| Трава (1–0)         |
| Килим (1–1)         |

| Результат | В-П   | Дата     | Турнір                         | Рівень     | Покриття | Партнер            | Суперники                                      | Рахунок                 |
| --------- | ----- | -------- | ------------------------------ | ---------- | -------- | ------------------ | ---------------------------------------------- | ----------------------- |
| Поразка   | 0–1   | Лип 1992 | Оберштауфен, Німеччина         | Челленджер | Ґрунт    | Філіп Девулф       | Йоган Андерсон Ларс-Андерс Вальгрен            | 6–2, 6–7, 4–6           |
| Перемога  | 1–1   | Сер 1992 | Женева, Швейцарія              | Челленджер | Ґрунт    | Філіп Девулф       | Альфонсо Гонсалес-Мора Марсело Ребольєдо       | 6–3, 6–2                |
| Перемога  | 2–1   | Вер 1992 | Касабланка, Марокко            | Челленджер | Ґрунт    | Філіп Девулф       | Кароль Кучера Андрій Мерінов                   | 7–5, 6–3                |
| Поразка   | 2–2   | Лис 1992 | Бандар-Сері-Бегаван, Бруней    | Челленджер | Тверде   | Філіп Девулф       | Овен Кейсі Доналд Джонсон                      | 2–6, 3–6                |
| Поразка   | 2–3   | Бер 1993 | Гарміш-Партенкірхен, Німеччина | Челленджер | Килим    | Філіп Девулф       | Майк Бауер Александр Мронц                     | 6–7, 6–3, 2–6           |
| Перемога  | 3–3   | Сер 1993 | Ґрац, Австрія                  | Челленджер | Ґрунт    | Філіп Девулф       | Хорді Арресе Франсіско Ройг                    | 6–7, 6–2, 6–3           |
| Перемога  | 4–3   | Вер 1993 | Будапешт, Угорщина             | Челленджер | Ґрунт    | Філіп Девулф       | Стефано Пескосолідо Массімо Валері             | 7–5, 6–3                |
| Поразка   | 4–4   | Лип 1994 | Схевенінген, Нідерланди        | Челленджер | Ґрунт    | Стефен Нотебом     | Мортен Ренстрем Мікаель Тільстрем              | 6–2, 5–7, 3–6           |
| Перемога  | 5–4   | Лип 1995 | Севілья, Іспанія               | Челленджер | Ґрунт    | Мартейн Бок        | Франсіско Монтана Клод Н'Горан                 | 6–2, 6–2                |
| Поразка   | 5–5   | Жов 1995 | Сиракуза, Італія               | Челленджер | Ґрунт    | Тодд Ларкхем       | Магнус Норман Томас Нюдаль                     | 3–6, 4–6                |
| Поразка   | 5–6   | Тра 1996 | Братислава, Словаччина         | Челленджер | Ґрунт    | Філіппо Мессорі    | Марсело Чарпентьєр Густаво Куертен             | 6–3, 3–6, 5–7           |
| Перемога  | 6–6   | Тра 1996 | Будапешт, Угорщина             | Челленджер | Ґрунт    | Нуно Маркес        | Еял Ран Лоренс Тілеман                         | 6–4, 6–1                |
| Перемога  | 7–6   | Чер 1996 | Щецин, Польща                  | Челленджер | Ґрунт    | Фернон Віб'єр      | Емануел Коуту Нуно Маркес                      | 6–1, 6–1                |
| Перемога  | 8–6   | Вер 1996 | Севілья, Іспанія               | Челленджер | Ґрунт    | Ула Крістіанссон   | Фабіо Маджі Хуан Антоніо Марін                 | 6–0, 6–7, 6–1           |
| Перемога  | 9–6   | Кві 1997 | Барлетта, Італія               | Челленджер | Ґрунт    | Нуно Маркес        | Альберто Мартін Альберт Портас                 | 6–3, 6–4                |
| Перемога  | 10–6  | Кві 1997 | Неаполь, Італія                | Челленджер | Ґрунт    | Александар Кітінов | Томас Карбонелл Франсіско Ройг                 | 7–6, 6–4                |
| Перемога  | 11–6  | Тра 1997 | Будапешт, Угорщина             | Челленджер | Ґрунт    | Нуно Маркес        | Грег Ван Ембург Александар Кітінов             | 2–6, 6–4, 6–3           |
| Перемога  | 12–6  | Лип 1997 | Ульм, Німеччина                | Челленджер | Ґрунт    | Кріс Гооссенс      | Петр Лукса Петр Пала                           | 6–3, 6–0                |
| Перемога  | 13–6  | Лип 1997 | Схевенінген, Нідерланди        | Челленджер | Ґрунт    | Алекс Калатрава    | Рамон Слюйтер Петер Весселс                    | 6–7, 6–2, 7–6           |
| Перемога  | 14–6  | Лип 1997 | Остенде, Бельгія               | Челленджер | Ґрунт    | Кріс Гооссенс      | Тарік Бонабіль Жюльєн Бутте                    | 3–6, 6–4, 6–0           |
| Перемога  | 15–6  | Сер 1997 | Ґрац, Австрія                  | Челленджер | Ґрунт    | Лукас Арнольд Кер  | Альберто Мартін Альберт Портас                 | 6–1, 6–2                |
| Перемога  | 16–6  | Лют 1999 | Лакхнау, Індія                 | Челленджер | Трава    | Нуно Маркес        | Маркос Ондруска Ендрю Річардсон                | 6–4, 5–7, 6–1           |
| Перемога  | 17–6  | Тра 1999 | Любляна, Словенія              | Челленджер | Ґрунт    | Массімо Валері     | Едуардо Ніколас Espin Херман Пуентес Альканьїс | 7–6(10–8), 6–4          |
| Перемога  | 18–6  | Лип 1999 | Ґрац, Австрія                  | Челленджер | Ґрунт    | Нуно Маркес        | Альберт Портас Херман Пуентес Альканьїс        | 6–2, 6–2                |
| Перемога  | 19–6  | Лип 1999 | Схевенінген, Нідерланди        | Челленджер | Ґрунт    | Еял Ран            | Джеймс Грінхелг Паул Роснер                    | 6–4, 6–4                |
| Перемога  | 20–6  | Тра 2002 | Загреб, Хорватія               | Челленджер | Ґрунт    | Дік Норман         | Джордан Керр Грант Сілкок                      | 6–3, 4–6, 6–3           |
| Перемога  | 21–6  | Лис 2002 | Аахен, Німеччина               | Челленджер | Килим    | Джим Томас         | Сімада Томас Судзукі Такао                     | 6–7(4–7), 7–6(7–4), 6–3 |
| Поразка   | 21–7  | Чер 2003 | Б'єлла, Італія                 | Челленджер | Ґрунт    | Джордан Керр       | Стефано Гальвані Мартін Вассальйо Аргуельйо    | 6–3, 6–7(4–7), 3–6      |
| Перемога  | 22–7  | Сер 2003 | Сан-Марино, Сан-Марино         | Челленджер | Ґрунт    | Массімо Бертоліні  | Федеріко Бровне Домінік Грбатий                | 7–5, 6–7(3–7), 6–2      |
| Перемога  | 23–7  | Бер 2004 | Сен-Бріє, Франція              | Челленджер | Ґрунт    | Крістоф Рохус      | Давід Шкох Їржі Ванек                          | 6–0, 6–1                |
| Перемога  | 24–7  | Кві 2004 | Пейджет, Бермудські Острови    | Челленджер | Ґрунт    | Джордан Керр       | Ешлі Фішер Стівен Гасс                         | 4–6, 6–3, 7–6(8–6)      |
| Поразка   | 24–8  | Тра 2004 | Загреб, Хорватія               | Челленджер | Ґрунт    | Джордан Керр       | Кароль Бек Ярослав Левинський                  | 2–6, 6–7(4–7)           |
| Перемога  | 25–8  | Сер 2004 | Сан-Марино, Сан-Марино         | Челленджер | Ґрунт    | Массімо Бертоліні  | Адріан Гарсія Алекс Лопес Морон                | 6–2, 6–4                |
| Поразка   | 25–9  | Вер 2004 | Генуя, Італія                  | Челленджер | Ґрунт    | Массімо Бертоліні  | Еміліо Бенфеле Альварес Алекс Лопес Морон      | 3–6, 4–6                |
| Перемога  | 26–9  | Бер 2005 | Барлетта, Італія               | Челленджер | Ґрунт    | Крістоф Вліген     | Лукаш Длоуги Юрій Щукін                        | 6–2, 5–7, 7–5           |
| Перемога  | 27–9  | Тра 2005 | Загреб, Хорватія               | Челленджер | Ґрунт    | Габріель Тріфу     | Енцо Артоні Мартін Вассальйо Аргуельйо         | 6–2, 4–6, 7–5           |
| Поразка   | 27–10 | Чер 2005 | Брауншвейг, Німеччина          | Челленджер | Ґрунт    | Массімо Бертоліні  | Енцо Артоні Алекс Лопес Морон                  | 7–5, 4–6, 6–7(12–14)    |
| Перемога  | 28–10 | Лип 2005 | Б'єлла, Італія                 | Челленджер | Ґрунт    | Габріель Тріфу     | Карлос Берлок Рікардо Мелло                    | 6–4, 4–6, 6–4           |
| Поразка   | 28–11 | Жов 2005 | Монс, Бельгія                  | Челленджер | Тверде   | Томаш Цибулець     | Крістофер Кас Філіпп Пецшнер                   | 6–7(4–7), 2–6           |

## Досягнення
| W | Ф | ПФ | ЧФ | #Р | КТ | К# | DNQ | A | NH |

### Парний розряд
| Турніри Великого шлему                 |     |     |     |     |     |     |     |     |     |        |       |     |
| Відкритий чемпіонат Австралії з тенісу |     | 2р  |     | ЧФ  | 3р  | 1р  | 1р  |     | 1р  | 0 / 6  | 6–6   | 50% |
| Відкритий чемпіонат Франції з тенісу   | 1р  | 2р  | 1р  | 1р  | 1р  | 2р  | 3р  | 2р  | 1р  | 0 / 9  | 5–9   | 36% |
| Вімблдонський турнір                   |     | 2р  | 1р  | 1р  | ЧФ  | 1р  | 2р  | 1р  |     | 0 / 7  | 5–7   | 42% |
| Відкритий чемпіонат США з тенісу       | 2р  |     | 2р  | 2р  | 1р  | 3р  | 2р  | 1р  | 1р  | 0 / 8  | 6–8   | 43% |
| В-П                                    | 1–2 | 3–3 | 1–3 | 4–4 | 5–4 | 3–4 | 4–4 | 1–3 | 0–3 | 0 / 30 | 22–30 | 42% |
| Тур ATP Мастерс 1000                   |     |     |     |     |     |     |     |     |     |        |       |     |
| Індіан-Веллс                           |     |     |     | 1р  | 1р  |     |     |     |     | 0 / 2  | 0–2   | 0%  |
| Відкритий чемпіонат Маямі з тенісу     |     |     |     | 1р  | 3р  | ЧФ  |     | 1р  |     | 0 / 4  | 5–4   | 56% |
| Монте-Карло                            |     |     |     | 1р  | 1р  | 1р  |     |     |     | 0 / 3  | 0–3   | 0%  |
| Рим                                    |     |     |     | 1р  | 1р  |     |     |     |     | 0 / 2  | 0–2   | 0%  |
| Гамбург                                |     |     |     |     | 1р  |     |     |     |     | 0 / 1  | 0–1   | 0%  |
| Мастерс Канада                         |     |     |     |     | 1р  |     |     |     |     | 0 / 1  | 0–1   | 0%  |
| Мастерс Цинциннаті                     |     |     |     |     | 1р  |     |     |     |     | 0 / 1  | 0–1   | 0%  |
| Штутгарт                               |     |     |     |     | 1р  |     |     |     |     | 0 / 1  | 0–1   | 0%  |
| Париж                                  |     |     |     |     | 1р  |     |     |     |     | 0 / 0  | 0–0   | 0%  |
| В-П                                    | 0–0 | 0–0 | 0–0 | 0–4 | 2–9 | 3–2 | 0–0 | 0–1 | 0–0 | 0 / 16 | 5–16  | 24% |

### Мікст
| Турніри Великого шлему                 |     |     |     |     |     |     |     |        |      |     |
| Відкритий чемпіонат Австралії з тенісу |     |     |     | 1р  | 1р  |     |     | 0 / 2  | 0–2  | 0%  |
| Відкритий чемпіонат Франції з тенісу   | 1р  | 2р  | 1р  |     |     |     | 1р  | 0 / 4  | 1–4  | 20% |
| Вімблдонський турнір                   | 2р  | 1р  | 3р  | 3р  | 1р  | 1р  | 1р  | 0 / 7  | 5–7  | 42% |
| Відкритий чемпіонат США з тенісу       |     |     |     | 1р  |     |     |     | 0 / 1  | 0–1  | 0%  |
| В-П                                    | 1–2 | 1–2 | 2–2 | 2–3 | 0–2 | 0–1 | 0–2 | 0 / 14 | 6–14 | 30% |